# Robbiano (Giussano)
Robbiano (Robian in dialetto brianzolo, AFI: [ruˈbjaːŋ]) è una frazione geografica del comune italiano di Giussano posta ad est del centro abitato, verso Verano Brianza. La frazione oggi è conosciuta principalmente per la propria organizzazione religiosa

## Storia
Robbiano fu un antico comune del Milanese. Bensì come Giussano (a cui è frazione) da qualche anno ormai è in provincia di Monza e Brianza
Registrato agli atti del 1751 come un villaggio di 360 abitanti saliti a 377 nel 1771, con l'arrivo dei rivoluzionari francesi subì un periodo di turbolenza amministrativa. Riportato sotto Milano alla proclamazione del Regno d'Italia nel 1805, Robbiano risultava avere 387 abitanti. Nel 1809 il municipio fu soppresso su risultanza di un regio decreto di Napoleone che lo unì per la prima volta a Giussano, ma il Comune di Robbiano fu restaurato nel 1816 dagli austriaci al loro ritorno, e nel 1853 risultò essere popolato da 540 abitanti, saliti a 606 nel 1861. Sotto il nuovo governo italiano il municipio ebbe comunque breve vita perché nel 1869 fu riannesso a Giussano su decreto di Vittorio Emanuele II seguendo l'antico modello napoleonico.